# Lista de vereadores de Rio Claro (Rio de Janeiro)
Esta é a lista de vereadores de Rio Claro, município brasileiro do estado do Rio de Janeiro.
A Câmara Municipal de Rio Claro é formada por onze representantes. O salão principal chama-se Plenário Vereador Waldomiro Peres Gonçalves Neto.

## Legislatura de 2021–2024
Estes são os vereadores eleitos nas eleições de 15 de novembro de 2020, pelo período de 1° de janeiro de 2021 a 31 de dezembro de 2024:
| Mesa Diretora (2021-2022)            |                       |                        |                              |
| Nome                                 | Início do mandato     | Fim do mandato         | Cargo                        |
| Adilson da Silva Pereira (Rep.)      | 1º de janeiro de 2021 | 31 de dezembro de 2022 | Presidente da Câmara         |
| José Alexandre de Almeida Cunha (SD) | 1º de janeiro de 2021 | 31 de dezembro de 2022 | 1º Vice-presidente da Câmara |
| Wilton José de Almeida Lima (DEM)    | 1º de janeiro de 2021 | 31 de dezembro de 2022 | 2º Vice-presidente da Câmara |
| Vicente Paula de Oliveira (MDB)      | 1º de janeiro de 2021 | 31 de dezembro de 2022 | 1º Secretário                |
| Jorge Antônio Abreu (Rep.)           | 1º de janeiro de 2021 | 31 de dezembro de 2022 | 2º Secretário                |

|    | Nome                                                                                   | Partido                                | Votos | %    | Observações |
| -- | -------------------------------------------------------------------------------------- | -------------------------------------- | ----- | ---- | ----------- |
| 1  | Luiz Fernando da Silva (Rio Claro, 17.03.1979–)                                        | Partido Social Cristão (PSC)           | 546   | 4,73 | 1º mandato  |
| 2  | Adilson da Silva Pereira (2021-2022) (Rio Claro, 26.05.1987–)                          | REPUBLICANOS                           | 521   | 4,52 | 2º mandato  |
| 3  | José Alexandre de Almeida Cunha, Subtenente Alexandre Cunha (Barra Mansa, 02.10.1973–) | Solidariedade (SD)                     | 466   | 4,04 | 1º mandato  |
| 4  | Klessio Alves Pery (Rio Claro, 15.09.1983–)                                            | Partido Social Cristão (PSC)           | 462   | 4,01 | 2º mandato  |
| 5  | Edson Higino de Oliveira Silva, Amarelinho (Rio Claro, 01.07.1979–)                    | Solidariedade (SD)                     | 459   | 3,98 | 1º mandato  |
| 6  | Marcos Vinícius do Valle Alves (Piraí, 07.09.1987–)                                    | Partido Social Cristão (PSC)           | 445   | 3,86 | 1º mandato  |
| 7  | Jorge Antônio Abreu, Jorjão do Fórum (Angra dos Reis, 19.01.1964–)                     | REPUBLICANOS                           | 349   | 3,03 | 2º mandato  |
| 8  | Joao Batista Coelho, João do Gás (Barra Mansa, 28.11.1968–)                            | Solidariedade (SD)                     | 342   | 2,97 | 1º mandato  |
| 9  | Wilton José de Almeida Lima, Nenem (Rio Claro, 20.10.1983–)                            | Democratas (DEM)                       | 330   | 2,86 | 1º mandato  |
| 10 | Vicente Paula de Oliveira, Breguetão (Bom Jardim de Minas, 14.05.1971–)                | Movimento Democrático Brasileiro (MDB) | 319   | 2,77 | 1º mandato  |
| 11 | Antônio Nerzo Rodrigues de Araújo (Rio Claro, 10.12.1956–)                             | REPUBLICANOS                           | 316   | 2,74 | 1º mandato  |

## Legislatura de 2017–2020
Estes são os vereadores eleitos nas eleições de 2 de outubro de 2016, pelo período de 1° de janeiro de 2017 a 31 de dezembro de 2020:
|    | Nome                                                                      | Partido                                            | Votos | %    | Observações |
| -- | ------------------------------------------------------------------------- | -------------------------------------------------- | ----- | ---- | ----------- |
| 1  | Sebastião Eugênio Lucas de Barros, Geninho (Barra Mansa, 11.06.1961–)     | Partido Social Democrático (PSD)                   | 552   | 4,52 | 1º mandato  |
| 2  | Wilson Lima de Almeida, Latino (Manoel Ribas, 21.10.1977–)                | Democratas (DEM)                                   | 495   | 4,05 | 1º mandato  |
| 3  | Klessio Alves Pery (Rio Claro, 15.09.1983–)                               | Partido do Movimento Democrático Brasileiro (PMDB) | 456   | 3,73 | 1º mandato  |
| 4  | Ricardo Santos de Araújo, Celular (Barra Mansa, 02.10.1963–)              | Partido Social Democrático (PSD)                   | 434   | 3,55 | 1º mandato  |
| 5  | Adilson da Silva Pereira (Rio Claro, 26.05.1987–)                         | Partido Progressista (PP)                          | 389   | 3,18 | 1º mandato  |
| 6  | José Geraldo Netto, Gad (Rio Claro, 01.02.1953–)                          | Democratas (DEM)                                   | 373   | 3,05 | 1º mandato  |
| 7  | Jorge Antonio Abreu, Jorjão do Fórum (Rio Claro, 19.01.1964–)             | Partido Democrático Trabalhista (PDT)              | 344   | 2,82 | 1º mandato  |
| 8  | Salim Elias (Mangaratiba, 02.04.1964–)                                    | Partido Progressista (PP)                          | 322   | 2,64 | 1º mandato  |
| 9  | Alessandro Alves de Oliveira, Dal (Rio Claro, 21.07.1974–)                | Partido da República (PR)                          | 316   | 2,59 | 1º mandato  |
| 10 | Adilson Rodrigues Figueiredo, (Tejo) (2017-2018) (Rio Claro, 24.07.1969–) | Partido Pátria Livre (PPL)                         | 315   | 2,58 | 1º mandato  |
| 11 | Luiz Fernando da Silva (2019-2020) (Rio Claro, 17.03.1979–)               | Partido Socialista Brasileiro (PSB)                | 308   | 2,52 | 1º mandato  |

## Legenda
| Cor  | Significado          |
| Bege | Presidente da Câmara |
| Azul | Suplente             |